# Pediment gitano
El pediment (del castellà pedimento) és una cerimònia social que forma part de la tradició de la cultura gitana i, que permet que dos joves que estan interessats mútuament l'un per l'altre, es puguin conèixer i iniciar una relació sentimental.

## Fases
Aquesta tradició de la cultura gitana es regeix de dues fases: la primera rep el nom d'aparaulament o arribament, el qual consisteix a demanar la mà de la jove gitana. I la segona, és el pediment pròpiament dit, que consisteix en la presentació oficial al col·lectiu gità de l'aparaulament dels joves, mitjançant una celebració on es conviden a totes les famílies conegudes en funció de l'economia de les famílies, ja que són elles qui s'encarreguen de les despeses de la celebració.

## Paper i funció dels membres de la família
El pediment és una cerimònia social en la que els membres de les dues famílies implicades tenen un paper i una funció fonamental cadascú.
I quan dos joves gitanos es coneixen, s'agraden i volen iniciar una relació sentimental, acorden primerament entre ells, fer el pediment.
Posteriorment, abans de realitzar l'aparaulament, al jove gitano li correspon parlar amb el seu pare i comunicar-li que està interessat en una jove gitana i que vol demanar la seva mà a la família d'aquesta.
El pare en rebre la notícia, s'ha d'assegurar que el seu fill està completament segur de la decisió que ha pres, ja que una vegada es demana la mà de la jove, no es pot donar marxa enrere per una qüestió de respecte i honor de les famílies. Així doncs, si no es produeix cap dubte, el pare li ofereix el seu suport al fill i té l'obligació d'acompanyar-lo junt amb la família més propera (mare, germans, tiets i cosins) a casa de la jove, per presentar-lo davant la família de la jove i per presentar-l'hi els seus respectes també.
El jove quan ja és presentat, té l'obligació de demanar la mà de la jove al pare d'aquesta.
La jove d'altra banda, com que ha acordat amb el jove que aquest anirà a demanar-la prèviament a la seva visita, ella també ha de parlar amb el seu pare per comunicar-li que hi ha un jove que vindrà a casa a demanar la seva mà.
El pare davant d'aquesta situació, s'ha d'informar i assegurar a través de la mare i els germans, si el jove és d'una bona família, és a dir, d'una família seriosa i honorable, ja que la seva filla no pot ser deshonrada.
En el cas que la informació rebuda sobre el jove i la seva família sigui positiva, el pare té l'obligació de preguntar-li a la seva filla si li agrada el jove i si vol que la demani i a ella si li agrada, ha de respondre textualment: “ lo que tu digas padre estará bien ”. Han de respondre amb aquesta frase, com a mostra de respecte envers el seu pare, que és qui pren la decisió final.

## Conseqüències
Si el pare finalment accepta que es produeixi el compromís formal entre els joves, aquests inicien la seva relació de nuvis, el qual normalment té una durada d'un any aproximadament perquè posteriorment es casen.
En canvi, si el pare no accepta que es doni el compromís i prohibeix la relació sentimental entre els joves, aquests normalment es revelen i fugen junts.
És per això que normalment, si a la seva filla li agrada el jove, el pare accepta el seu compromís, ja que negar-se i no permetre la relació sentimental dels joves, podria comportar la fugida de tots dos junts, la qual cosa suposa una gran deshonra per les famílies, especialment per la família de la jove.

## Celebració cerimònia
A la celebració de la cerimònia, l'acte principal del pediment, consisteix en un determinat moment de la festa en el que una persona adulta de la família obliga a parar els cants, els balls i els palmells per col·locar als nuvis i a les seves respectives famílies al costat i, preguntar als nuvis per la seva conformitat per fer-lo públic a tots els que estan presents a la cerimònia.
La resta de la cerimònia es caracteritza i es basa a cantar, tocar els palmells i diferents instruments com la guitarra espanyola i la caixa i, ballar durant llargues hores. Tota aquesta festa gira entorn del cant i al ball flamenc, característic del folklore dels gitanos.

## Altres cerimònies socials
A la cultura gitana trobem altres cerimònies socials importants i molt característiques d'aquesta cultura com:
La Boda, la data de la qual es fixa després del pediment, en conformitat amb les dues famílies, que són les encarregades de cobrir les despeses de la cerimònia.
Aquesta cerimònia es caracteritza per una gran festa familiar, ja que el nombre d'invitats oscil·la al voltant de les 500 persones i la durada de la cerimònia és de dos a tres dies.
Els actes principals de la cerimònia són la virginitat de la dona, que es realitza mitjançant tot un ritual on pren especial importància el “yeli” (paraula procedent del dialecte dialecte caló que significa “ella se fué”) que és un cant dedicat a la dona perquè aquesta s'acomiada de la seva família, després li segueix el trencament de camisa per part dels homes de la família en senyal d'alegria i, els cants i els balls posteriors.
El Naixement, on l'arribada d'un nou membre a la família és viscuda des del primer dia amb molta felicitat per part d'aquesta, especialment per als pares. I normalment s'espera i es desitja que el primer fill sigui nen, degut a la seva tradició de” quants més homes més poder”.
Entre el naixement de l'infant i el seu baptisme, es realitza un ritual marcat per la tradició gitana, que consisteix que un membre de la família amb una habilitat especial com cantar, ballar o tocar algun instrument bé, talli les primeres ungles de l'infant mentre realitza la seva habilitat, perquè aquest l'hereti.
La Mort o Defunció d'un familiar es viu de manera molt tràgica per la comunitat gitana, que manifesta els seus plors i laments al voltant d'aquest. És un tret característic d'aquesta comunitat mantenir rigorosos dols durant llargs períodes, com a mostra del seu dolor i de respecte envers el difunt.